# Hydnophytum crassifolium
Hydnophytum crassifolium är en måreväxtart som beskrevs av Odoardo Beccari. Hydnophytum crassifolium ingår i släktet Hydnophytum och familjen måreväxter. Inga underarter finns listade i Catalogue of Life.